# Jack Reynolds (1869-1917)
Jack Reynolds (Blackburn, 21 febbraio 1869 – Sheffield, 12 marzo 1917) è stato un calciatore britannico, di ruolo centrocampista.

## Carriera

### Caratteristiche Tecniche
Mediano destro molto abile nei contrasti e nel far ripartire l'azione con precisi lanci lunghi.

### Club
Ha giocato nella massima serie dei campionati nordirlandese, inglese e scozzese.
Reynolds iniziò la sua carriera con il Lisburn Distillery e successivamente con l'Ulster, mettendosi in evidenza per le sue qualità tecniche. Nel 1891 si trasferì in Inghilterra al West Bromwich Albion, dove giocò per due stagioni prima di approdare all'Aston Villa, con cui ottenne grandi successi. Dopo un breve passaggio al Southampton e un'esperienza in Scozia con il Celtic, concluse la carriera con una presenza allo Stockport County.

### Nazionale
Ha giocato sia con la Nazionale irlandese IFA (poi divenuta Irlanda del Nord), sia con quella inglese ed è stato l'unico giocatore a segnare per e contro la Nazionale inglese.

## Palmarès

### Club

#### Competizioni nazionali
- Irish Cup: 1

Lisburn Distillery: 1888-1889
- Campionato scozzese: 1

Celtic: 1897-1898
- Coppa d'Inghilterra: 3

West Bromwich: 1891-1892
Aston Villa: 1894-1895, 1895-1896
- Campionato inglese: 3

Aston Villa: 1893-1894, 1895-1896, 1896-1897